# Uclesia brevinervis
Uclesia brevinervis är en tvåvingeart som beskrevs av Louis-Paul Mesnil 1974. Uclesia brevinervis ingår i släktet Uclesia och familjen parasitflugor. Inga underarter finns listade i Catalogue of Life.